# John Stephens (produttore televisivo)
John Stephens (...) è un produttore televisivo, sceneggiatore e scrittore statunitense.
Stephens è conosciuto soprattutto per i suoi contributi alle serie televisive The O.C. e Una mamma per amica. 
Della serie The O.C. Stephens è accreditato come produttore di 25 episodi e supervisore e produttore per altri 3; ha inoltre scritto 12 episodi e ne ha diretto uno (quest'ultimo è l'unico lavoro direttivo accreditatogli).
Per la serie Una mamma per amica ha co-prodotto 6 episodi, è stato produttore esecutivo per la storia di un episodio e story editor per una serie di altri episodi.
Nei mesi di aprile e maggio il nome di John Stephens è salito alla ribalta per un libro da lui scritto, L'atlante di smeraldo, primo della trilogia dei Libri dell'inizio che è stato definito "un caso editoriale senza precedenti" per come è stato conteso da diverse case editrici di tutto il mondo.

## Romanzi

### Trilogia de I libri dell'inizio
- L'atlante di smeraldo (The Emerald Atlas) (2011)
- L'atlante di fuoco (The Fire Chronicle) (2012)
- L'atlante di tenebra (The Black Reckoning) 12 marzo 2015 - In Italia edito da Longanesi[1][2][3]